# 3. HVL 2017.
Treća hrvatska vaterpolska liga predstavlja četvrti rang hrvatskog vaterpolskog prvenstva u sezoni 2017. 

## Ljestvice i rezultati
| Ljestvica | Ljestvica               | Ljestvica | Ljestvica | Ljestvica | Ljestvica | Ljestvica | Ljestvica | Ljestvica |
| mj        | klub                    | ut        | pob       | ner       | por       | gol+      | gol-      | bod       |
| --------- | ----------------------- | --------- | --------- | --------- | --------- | --------- | --------- | --------- |
| 1.        | Osijek                  | 6         |           |           |           |           |           |           |
| 2.        | Marsonia Slavonski Brod | 6         |           |           |           |           |           |           |
| 3.        | Mursa Osijek            | 6         |           |           |           |           |           |           |
| 4.        | Đakovo                  | 6         |           |           |           |           |           |           |
|           | Vinkovci                | odustali  | odustali  | odustali  | odustali  | odustali  | odustali  | odustali  |

| Rezultatska križaljka | Rezultatska križaljka   | Rezultatska križaljka | Rezultatska križaljka | Rezultatska križaljka | Rezultatska križaljka |
| kratica | klub                    | ĐAK                   | MAR                   | MUR                   | OSI                   |
| --- | ----------------------- | --------------------- | --------------------- | --------------------- | --------------------- |
| ĐAK | Đakovo                  |                       | 9:16                  | 9:5                   |                       |
| MAR | Marsonia Slavonski Brod | 13:2                  |                       | 7:23                  | 8:12                  |
| MUR | Mursa Osijek            | 4:18                  | 2:7                   |                       |                       |
| OSI | Osijek                  | 13:4                  | 19:8                  |                       |                       |
| |                         |                       |                       |                       |                       |
| podebljan rezultat – igrano od 1. do 3. kola (1. utakmica između klubova) rezultat normalne debljine – igrano od 4. do 6. kola (2. utakmica između klubova) |                         |                       |                       |                       |                       |

| Ljestvica | Ljestvica          | Ljestvica | Ljestvica | Ljestvica | Ljestvica | Ljestvica | Ljestvica | Ljestvica |
| mj        | klub               | ut        | pob       | ner       | por       | gol+      | gol-      | bod       |
| --------- | ------------------ | --------- | --------- | --------- | --------- | --------- | --------- | --------- |
| 1.        | Zvončac Split      | 10        | 10        | 0         | 0         | 125       | 79        | 30        |
| 2.        | Zale Igrane        | 10        | 6         | 0         | 4         | 138       | 107       | 18        |
| 3.        | Podgora            | 10        | 5         | 0         | 5         | 95        | 83        | 15        |
| 4.        | Stari Mornar Split | 10        | 3         | 2         | 5         | 86        | 100       | 11        |
| 5.        | Podstrana          | 10        | 3         | 1         | 6         | 88        | 124       | 10        |
| 6.        | Korenat Dugi Rat   | 10        | 1         | 1         | 8         | 86        | 125       | 4         |

| Rezultatska križaljka | Rezultatska križaljka | Rezultatska križaljka | Rezultatska križaljka | Rezultatska križaljka | Rezultatska križaljka | Rezultatska križaljka | Rezultatska križaljka |
| kratica | klub                  | KOR                   | PODG                  | PODS                  | STM                   | ZALE                  | ZVO                   |
| --- | --------------------- | --------------------- | --------------------- | --------------------- | --------------------- | --------------------- | --------------------- |
| KOR | Korenat Dugi Rat      |                       | 10:15                 | 8:13                  | 10:10                 | 11:20                 | 13:17                 |
| PODG | Podgora               | 8:11                  |                       | 5:0 p.f.              | 3:7                   | 10:8                  | 7:10                  |
| PODS | Podstrana             | 9:8                   | 6:12                  |                       | 10:10                 | 15:19                 | 9:17                  |
| STM | Stari Mornar Split    | 10:5                  | 4:16                  | 6:8                   |                       | 12:17                 | 9:12                  |
| ZALE | Zale Igrane           | 16:7                  | 16:12                 | 22:8                  | 7:10                  |                       | 7:9                   |
| ZVO | Zvončac Split         | 7:3                   | 11:7                  | 17:10                 | 12:8                  | 13:6                  |                       |
| |                       |                       |                       |                       |                       |                       |                       |
| podebljan rezultat – igrano od 1. do 5. kola (1. utakmica između klubova) rezultat normalne debljine – igrano od 6. do 10. kola (2. utakmica između klubova) |                       |                       |                       |                       |                       |                       |                       |

## Poveznice
- Prvenstvo Hrvatske u vaterpolu 2016./17.
- 1. B vaterpolska liga – sezona 2016./17.
- Hrvatski vaterpolski kup 2016./17.